# Riparazione dei privilegi
La riparazione dei privilegi (o permessi) è un'operazione di risoluzione dei problemi per il sistema operativo macOS  sviluppato dalla Apple.
Il livello Darwin di macOS sa quali utenti possono accedere a quali file in quale modo utilizzando una lista di privilegi Unix per ogni file.
Ogni tanto questi dati si possono corrompere o essere cambiati da un'applicazione che imposta i privilegi necessari, ma che termina prima di averli riportati come prima.
In casi estremi, il sistema operativo non riesce ad accedere ad alcuni file essenziali per il suo funzionamento.
Questo può portare a molti generi di errori.
Per questo, riparare i privilegi è diventata la prima operazione eseguita per combattere problemi di vario genere.
La riparazione dei privilegi può risolvere problemi di boot, strani comportamenti di alcune applicazioni, problemi del Finder come icone anomale, problemi con l'installazione del software e altro.
L'applicazione Utility Disco inclusa con Mac OS X permette di riparare i privilegi dei file di un disco rigido.

## Uso
La riparazione dei privilegi del disco può essere eseguita usando Utility Disco (/Applicazioni/Utility/Utility Disco.app) selezionando il volume di avvio di Mac OS X e cliccando su Ripara Permessi Disco nella sezione S.O.S. È anche avviabile una procedura di verifica, che verificherà solo i permessi, ma non attuando riparazioni. Entrambe le operazioni possono essere eseguite usando l'utility diskutil tramite riga di comando, che può essere eseguita in locale dal Terminale, in remoto tramite SSH o inviando il comando UNIX in Apple Remote Desktop:
```
diskutil repairPermissions /Volumes/<nome disco>
```